# Colin Wilkie

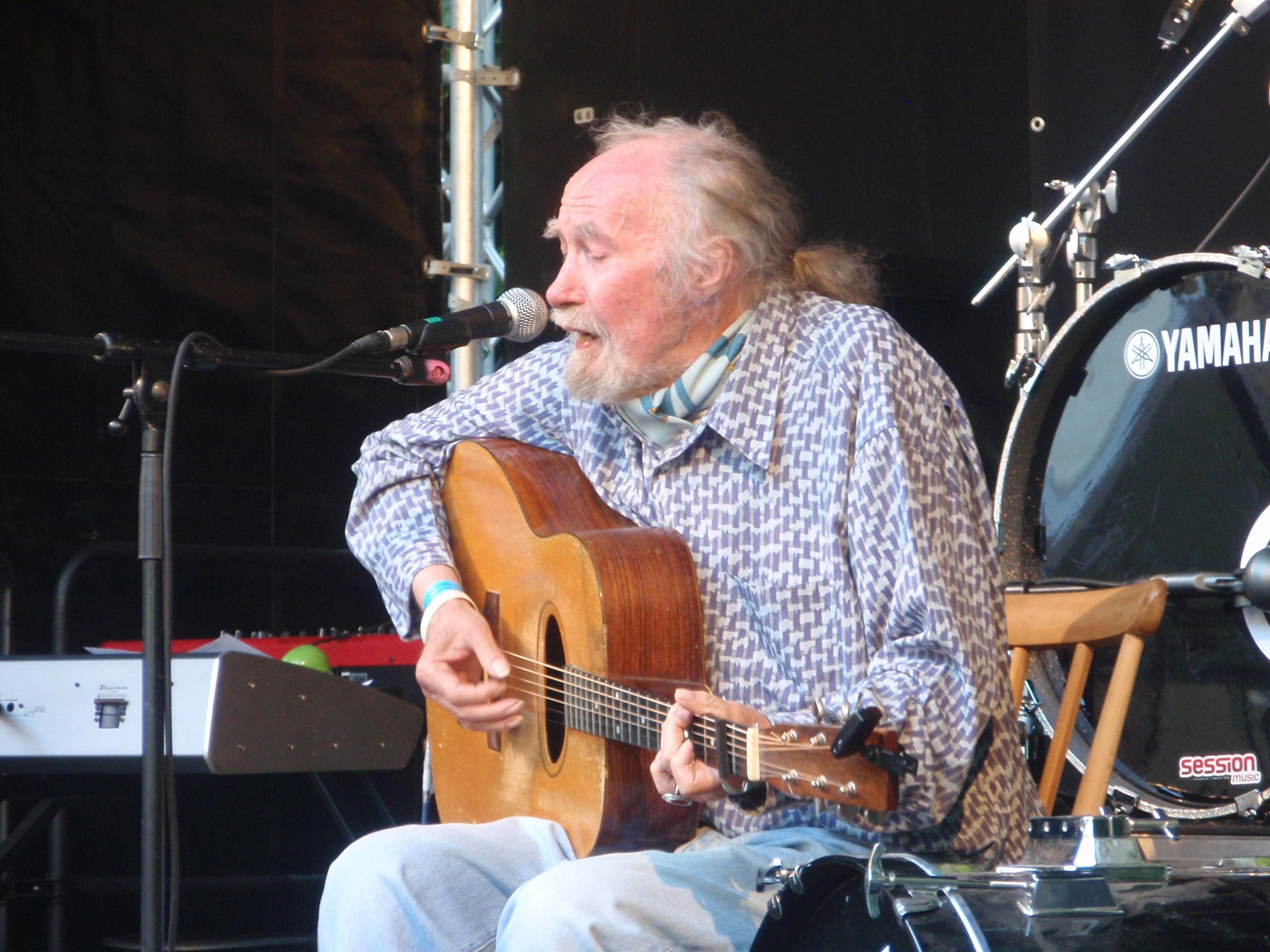
Colin Wilkie 2010 auf dem Folkfestival Folk im Schlosshof

Colin Wilkie (* 9. Mai 1934 in London; † 18. Oktober 2020) war ein britischer Singer-Songwriter, der seit den 1960er Jahren im Zabergäu in Deutschland lebte. Zusammen mit seiner Frau Shirley Hart (* 8. Dezember 1932 in Ost-London; † 23. August 2019) bildete er das Folkduo Colin Wilkie & Shirley Hart.

## Leben

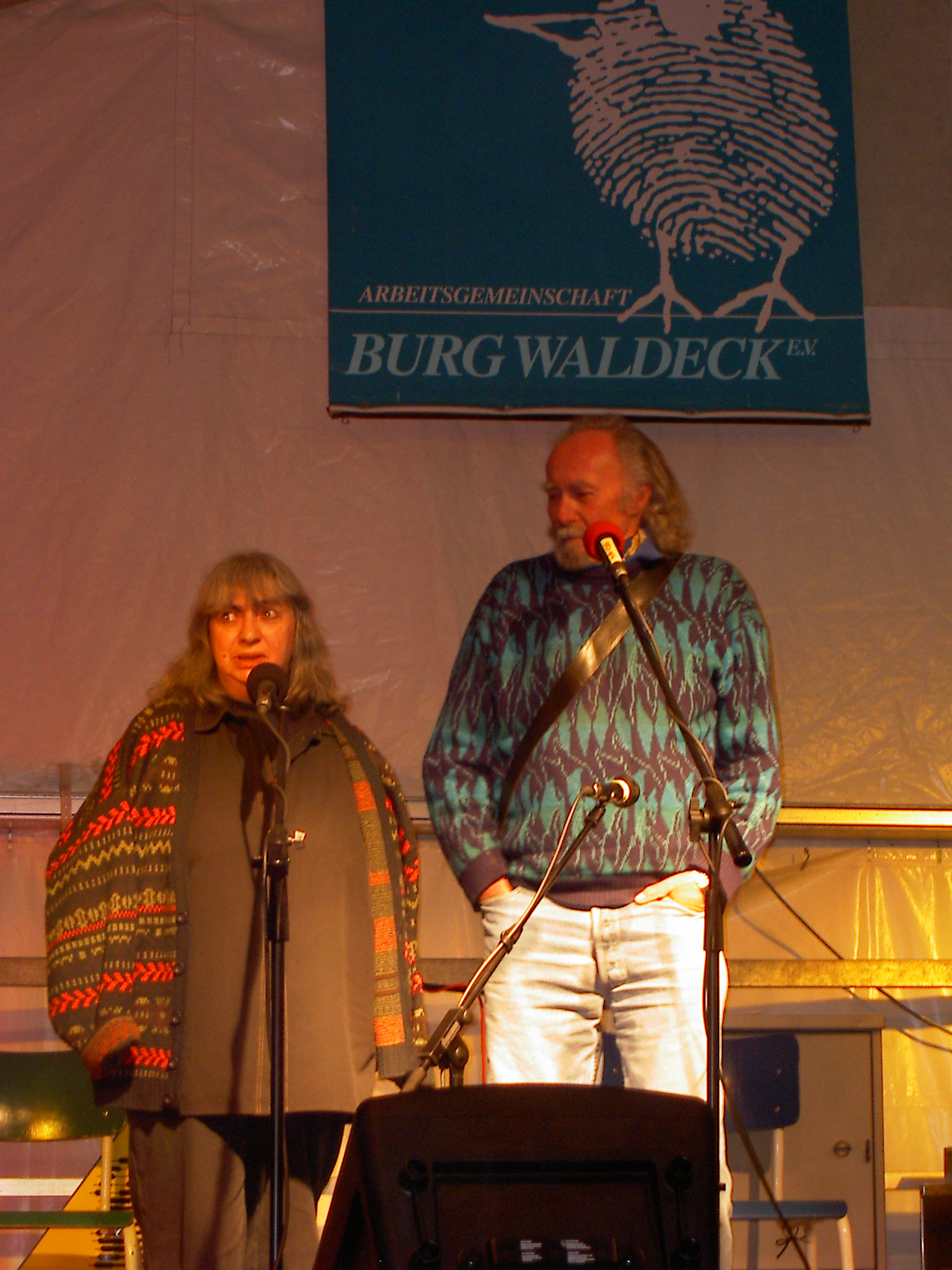
Colin Wilkie und Shirley Hart 2004 auf der Burg Waldeck

Ab seinem 18. Lebensjahr spielte Colin Wilkie in England Schlagzeug in Jazz- und Dancebands sowie in Skiffle- und Popgruppen; später fand er dann als Autodidakt zum Gitarrespiel. Er eröffnete 1960 in Bromley zusammen mit seinem Freund John Glen einen eigenen Folkclub. Als Gäste traten unter anderem Alex Campbell, Redd Sullivan und Martin Winsor auf. Im Sutton Folk Club lernte er 1960 die englische Folksängerin Shirley Hart kennen. Gemeinsam machten sie in Frankreich Straßenmusik und spielten in den Niederlanden, Belgien, Schweden und in der Schweiz. Schließlich blieben sie ab 1966 in Deutschland, als Colin für Franz Josef Degenhardt für das Stück Leben und leben lassen Melodien zu einigen Texten komponieren sollte. Der Produzent Peter Palitzsch schlug vor, dass Shirley und Colin auf der Bühne selbst einige Lieder singen sollten. Das Stück (mit Hannelore Hoger) lief anderthalb Jahre lang im Staatstheater Stuttgart, und so wurden die beiden in Deutschland sesshaft. Nach kurzer Zeit in Stuttgart ließ sich das Paar in Stockheim und später in Pfaffenhofen nieder. Colin Wilkie war Mitinitiator des 1992 gegründeten Künstlertreffs Pfaffenhofen.
Wilkie schrieb in den späten 1950er Jahren seine ersten Lieder für die Popgruppe The Moonbeams. Von früh an hat er sich politisch engagiert, zum Beispiel bei den Ostermärschen. Er war mit dem amerikanischen Songwriter Phil Ochs befreundet, dessen Lieder er sehr schätzte. Das Folkduo Colin Wilkie & Shirley Hart trat auf fast allen Burg-Waldeck-Festivals auf, zusammen mit Hein und Oss, Reinhard Mey, Franz Josef Degenhardt, Hanns Dieter Hüsch und vielen anderen. Wilkie schrieb englische Texte für Werner Lämmerhirt, Konstantin Wecker und Pe Werner und verfasste viele Lieder, die von anderen Sängern übernommen wurden, beispielsweise von Hannes Wader, Le Clou und Liederjan. Seine am häufigsten von anderen Künstlern aufgenommenen Lieder sind Icy Acres und You Won’t Get Me Down in Your Mine; sein bekanntestes Lied wurde One More City (die von Hannes Wader ins Deutsche übertragene und gesungene Version lautet Manche Stadt). Für die 1996 erschienene CD I Wish I’d Written That Song. A Tribute to Colin Wilkie singen zahlreiche Künstler seine Lieder, so zum Beispiel Ray Austin, Julian Dawson, Le Clou, Franz Josef Degenhardt, Joana, Liederjan, Reinhard Mey und Bill Ramsey. 2003 trat er bei der 17. Ausgabe der Songs an einem Sommerabend auf, ebenso im darauffolgenden Jahr.
Von 1974 bis 1981 moderierte Wilkie jeweils sonntagabends auf Ö3 die halbstündige Sendung Colin’s Folk Club, in der er Folkmusik vorstellte.
1969 wurde ihr Sohn Vincent Wilkie geboren, der unter anderem die CDs I Wish I’d Written That Song und Empty Chairs produziert hat. Zwischen 1995 und 2000 trat er als Lotte Ohm auf, mittlerweile arbeitet er unter dem Namen Instant Wilkie als Musiker und DJ sowie als Webdesigner.
Colin Wilkie starb mit 86 Jahren im Oktober 2020.

## Werke

### Colin Wilkie
- 1968: The Bells of London. Liedertexte, Noten. (Vorwort Franz-Josef Degenhardt) Song-Bücherei Rolf Gekeler. Erlangen.
- 1980: Autumn Is Knocking at Our Door. (LP): Intercord 160.130 (Colin Wilkie & Friends: Hannes Wader, Erich Schmeckenbecher, Jörg Suckow, Bernie Conrads u. a.)
- 1982: Rides of the Fair. 8 Songs. (LP) Intercord 160.175
- 1988: The Long Weight. (LP) Schnoog 1109
- 1990: Echoes of Old Love Songs. (LP) Shamrock 1009 (A)S
- 1996: Empty Chairs. (CD) Pläne 88 800
- 2011: Bangter Rites! (CD) Green Hill 10311

### Colin Wilkie und Shirley Hart
- 1962: Les Landsmen. (LP & EP) Columbia (F)
- 1962: Sing. (EP) Fable (UK)
- 1965: Alex Campbell, Colin Wilkie & Shirley Hart Sing Folk. (mit John Pearse, Ian McCann, Peter Maynard u. a.) (LP) Presto 648 (UK)
- 1965: We Travel the Road. (LP) Polydor 237 704
- 1966: Songs of Mother Ireland. (LP) Saga/Society SOC 1017 (UK) (mit Kate Lucy, John Pearse, Barry Johns)
- 1966: Folk 66. (LP) Society SOC 1022 (UK) (mit John Pearse)
- 1967: Shanties. (LP) Saga FID 2019 (UK) (als The Twelve Buccaneers starring Colin Wilkie & Shirley Hart)
- 1969: Wild Goose. (LP) MPS/BASF CRM 697 (mit Albert Mangelsdorff & Joki Freund)
- 1970: Sunflower Seed. (LP) Da Camera Song SM 95029
- 1972: Morning. (LP) Pläne 88 107
- 1973: Sing Out. (EP) Klett
- 1973: I Know Where I’m Going. (LP) Da Camera Song SM 95039
- 1974: Outside the City. (LP) Pläne 15 F 500

### Sampler mit anderen Künstlern
- 1962: Welcome to the Festival. (LP) Folk Bag (UK)
- 1964: Folk Scene. (LP) fsp (UK)
- 1965: International Troubadour. (LP) Delta (NL)
- 1966: Makaber macht lustig. (LP) Xenophon
- 1968: Burg Waldeck Festival 1967. (LP) Xenophon
- 1973: Songfestival 73 Ludwigshafen. (LP) Pläne
- 1975: Jazz Meets the World. (LP.) MPS
- 1975: Konzert für Pitter. (LP) Edition Venceremos
- 1976: Folklore International. (LP) Pläne
- 1982: Folk Music Festival. (LP) Amiga
- 1983: Songs for Peace. (LP) Folk Freak
- 1994: Family of Music – It’s All About Love. (CD) Town
- 1996: I Wish I’d Written That Song – A Tribute to Colin Wilkie. (CD) Pläne
- 1997: Acoustic Special. (CD) Shamrock (A)
- 1997: Folkfestival Kaltenberg – Highlights 1982 – 1997. (CD) Heideck
- 1999: Best of Felsenkeller. Vol. 1. (CD) Intraton
- 2000: 20 Jahre Seelsaitig. (CD) Intraton
- 2002: Tonartisten. (CD) Intraton
- 2006: Donaumusik. (CD) Intraton
- 2008: Die Burg Waldeck Festivals 1964-1969. (CD) Bear Family